# Francisco Fernández Rodríguez, El Rollo
Francisco Fernández Rodríguez, llamado El Rollo (n. Remolina; 4 de junio de 1820 - f. Remolina; 18 de febrero de 1899) fue un mayoral de la cabaña de Rojas, llamada de Bornos en esa época, en la segunda mitad del siglo XIX.

## Biografía
Francisco Fernández Rodríguez, El Rollo, nació en Remolina, pueblo de la montaña oriental leonesa, cerca de Riaño, de gran tradición en el pastoreo de ovejas merinas trashumantes. Nieto y sobrino de mayorales de la cabaña de Rojas e hijo de un rabadán de la misma cabaña. Francisco Fernández Rodríguez accedió al cargo de mayoral de la cabaña de Rojas al dejarlo su tío José Fernández González. Casado con Josefa Alvarado en 1843, tuvieron 8 hijos. Le sucedió como mayoral su hijo menor, Fernando Fernández Alvarado, que fue mayoral de Rojas hasta 1934.
Varios autores le mencionan como uno de los más importantes mayorales de la montaña leonesa oriental. La importancia de Francisco Fernández Rodríguez viene determinada por su prolongada permanencia en el cargo –ejerció como mayoral durante más de 30 años–, la importancia de la cabaña ganadera de la que era mayoral, su honradez, prestigio y autoridad entre los pastores, sus notables conocimientos sobre el ganado y la organización de la ganadería, así como por el destacado papel socioeconómico de las cabañas trashumantes en los pueblos de la montaña leonesa.

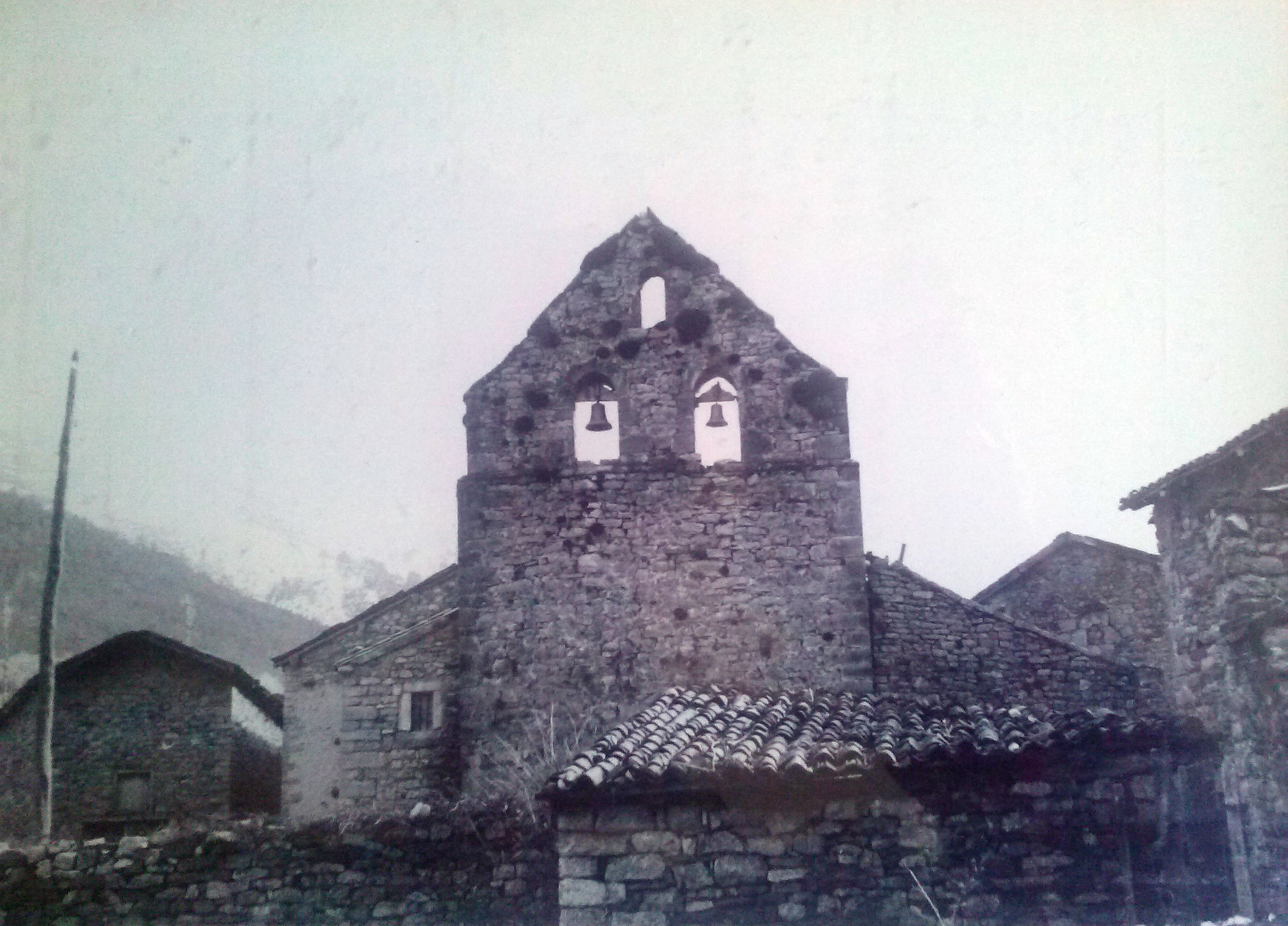
Iglesia antigua de Remolina.

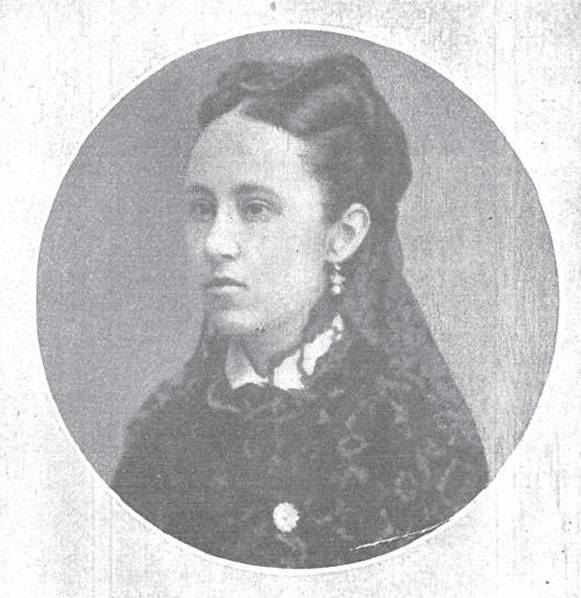
Mª Asunción Ramírez de Haro (XII condesa de Bornos). Propietaria de la cabaña de Bornos en tiempos del "El Rollo".

## Ascenso al cargo de mayoral
Francisco Fernández Rodríguez, el Rollo, accedió al cargo de mayoral de la cabaña de Rojas al dejarlo su tío José Fernández González, que consiguió el puesto de mayoral cuando logró retornar a España con los rebaños que habían sido requisados y trasladados a Francia unos años antes por el ejército invasor, durante la invasión francesa y guerra de la independencia. Tuvo el mérito de llegar a mayoral sin haberlo sido su padre. 
El mayoral, al ser el responsable máximo de la cabaña, debía disfrutar de la plena confianza de los dueños, por lo que era elegido directamente por el propietario, pero casi siempre dentro de una misma familia y con frecuencia heredándose el cargo de padres a hijos. Habitualmente se accedía al cargo después de haber desempeñado durante años otros puestos en la jerarquía pastoril y tras años de demostrar su fidelidad a los dueños y su valía en la gestión de la ganadería. Los mayorales eran siempre personas muy fieles en el servicio a los propietarios de las cabañas, con fama de honestos y serios, llevando con minuciosidad las cuentas, en el llamado «libro de la cabaña». Así el Rollo disfruto de la confianza plena de la XII condesa de Bornos, María Asunción Ramírez de Haro y Crespi de Valdaura, y previamente de su madre, que también confió posteriormente en su hijo Fernando Fernández Alvarado para el cargo.

## Funciones del mayoral de las cabañas de ovejas merinas trashumantes
El mayoral era el jefe supremo y responsable máximo de la cabaña –conjunto de rebaños de una ganadería–. Tenía el cometido de contratar pastores, arrendar los puertos de verano y los pastos de invernada, decidir la venta de corderos y el esquileo, así como controlar todos los aspectos económicos y de organización de la cabaña. Solamente tenía que rendir cuentas anualmente ante los dueños de la ganadería. A su cargo directo tenía a los rabadanes, que eran los encargados de cada rebaño –formado por unas 1.200-1.300 ovejas– que, a su vez, tenían a su cargo al resto de los pastores –compañero, ayudador, persona, sobrado y zagal, de mayor a menor categoría–. Los ascensos en la jerarquía pastoril eran generalmente por antigüedad, a veces también por méritos, o por libre elección del mayoral.

## Importancia social y económica en la montaña de León
El mayoral gozaba de un gran prestigio social ya que bajo su mando podía tener a más de cien personas y varios miles de ovejas. El hecho de contar en un pueblo con mayorales hacía que el resto de hombres del lugar tuviese una mayor oportunidad de enrolarse como pastores, para mejorar la economía familiar. De Remolina, Tejerina y Prioro fueron la mayoría de mayorales y rabadanes de las cabañas que pasaban los veranos en la montaña oriental de León, y de los pueblos de la zona de Riaño la práctica totalidad de los pastores contratados por estas ganaderías. En los pueblos donde había pastores existía cierto auge económico en relación con el resto que tenía una economía prácticamente de subsistencia. Donde había pastores había dinero porque, además de los ingresos por su trabajo en la cabaña, la familia del pastor mantenía en la montaña sus propios animales y cultivaba la tierra, de forma que lo que se ganaba en la cabaña prácticamente se ahorraba en su totalidad. Dichos ahorros se conseguían, en todo caso, a base de austeridad y mucho sacrificio.

## Sueldo de los pastores y otros beneficios
El salario de los pastores incluía un sueldo en metálico y los beneficios que producían los animales propiedad del pastor (ovejas, cabras y yeguas) que se les permitía tener dentro del rebaño de la cabaña –sin tener que pagar por ello-, y que se denominaba la “escusa”. Tanto el sueldo como la “escusa” eran mayores o menores en función de la categoría profesional. Habitualmente los beneficios de la “escusa” eran superiores a lo percibido en dinero. 
Además de estos ingresos, la cabaña proporcionaba a todos los pastores el pan (una ración diaria de 1 kg por pastor), así como aceite, vinagre y sal. También pagaba la cabaña el médico y las medicinas en caso de enfermedad del pastor y, si se producía una enfermedad grave de algún familiar, se le abonaban los viajes y el sueldo completo, conservándole el puesto de trabajo.
En la cabaña de Rojas, en los tiempos en que era mayoral el Rollo los pastores fijos de la cabaña tenían también derecho a pensión en caso de invalidez o por ancianidad, lo mismo que sus viudas, lo que era un avance social muy notable en la época. Este mérito no cabe atribuirlo solamente a la buena gestión del Rollo, sino también a la especial sensibilidad que tenía la XII condesa de Bornos - Mª Asunción Ramírez de Haro y Crespi de Valdaura- hacia las necesidades de sus empleados y, sobre todo, hacia las de los pastores de su cabaña.